# آیت عیسی ایهاهن
ایت عیسی ایهاهن (به فرانسوی: Ait Aissi Ihahane) یک منطقهٔ مسکونی در مراکش است که در مراکش تانسیفت الحوز واقع شده‌است.

## خصوصیات
ایت عیسی ایهاهن ۵٬۴۳۷ نفر جمعیت دارد.